# Передсердна атріосептостомія
Передсердна атріосептостомія (Atrial Septostomy) - кардіохірургічна операція, що являє собою фактично видалення міжпередсердної перетинки, та створення сполучення між правим та лівим передсердям.
Розрізняють два види передсердної атріосептостомії (ПА):
- Відкрита ПА - виконується за допомогою апарату штучного кровообігу. Ефективність майже 100%
- Балонна ПА - виконується за допомогою внутрішньовенно введеного катетера, який містить у собі балон, що розриває міжпередсердну перетинку. Балонна ПА ефективна у 90% випадків і проводиться під контролем рентгенівського зображення.

## Історія
У 1966 році американський лікар Вільям Рашкінд (William Rashkind) вперше провів балонну ПА за допомогою внутрішньовенно введенего катететера у новонародженого з діагнозом Транспозиція магістральних судин. Пізніше процедура стала носити його ім'я..